# Back to Tennessee
Back to Tennessee ist ein Country-Rock-Song des US-amerikanischen Singer-Songwriters und Schauspielers Billy Ray Cyrus. Er wurde als zweite Single aus Cyrus’ gleichnamigem 11. Studioalbum am 2. Februar 2009 von Lyric Street Records veröffentlicht. Cyrus entwarf den Song, nachdem er erfahren hatte, dass Hannah Montana – Der Film, in dem er die Hauptrolle spielen würde, in Tennessee spiele. Der Song, der mit Hilfe der Co-Songwriter Tamara Dunn und Matthew Wilder entstand, beschreibt Cyrus’ Sehnsucht, in den Süden zurückzukehren, wo er aufgewachsen ist, nachdem er mehrere Jahre in Los Angeles verbracht hat. Back to Tennessee wurde auch in Hannah Montana – Der Film und dem dazugehörigen Soundtrack verwendet.

## Entwicklung
Cyrus zog 2006 nach Los Angeles, um in der Disney-Channel-Fernsehserie Hannah Montana mitzuspielen. Cyrus’ Figur, Robby Ray Stewart, ist ein ehemaliger Country-Sänger und der Vater von Miley Stewart, einem Popstar, der von Miley Cyrus, Billys leiblicher Tochter, gespielt wird. Die Fernsehserie wurde ein weltweiter Erfolg und bildete die Grundlage für Hannah Montana – Der Film, einem Spielfilm aus dem Jahr 2009.

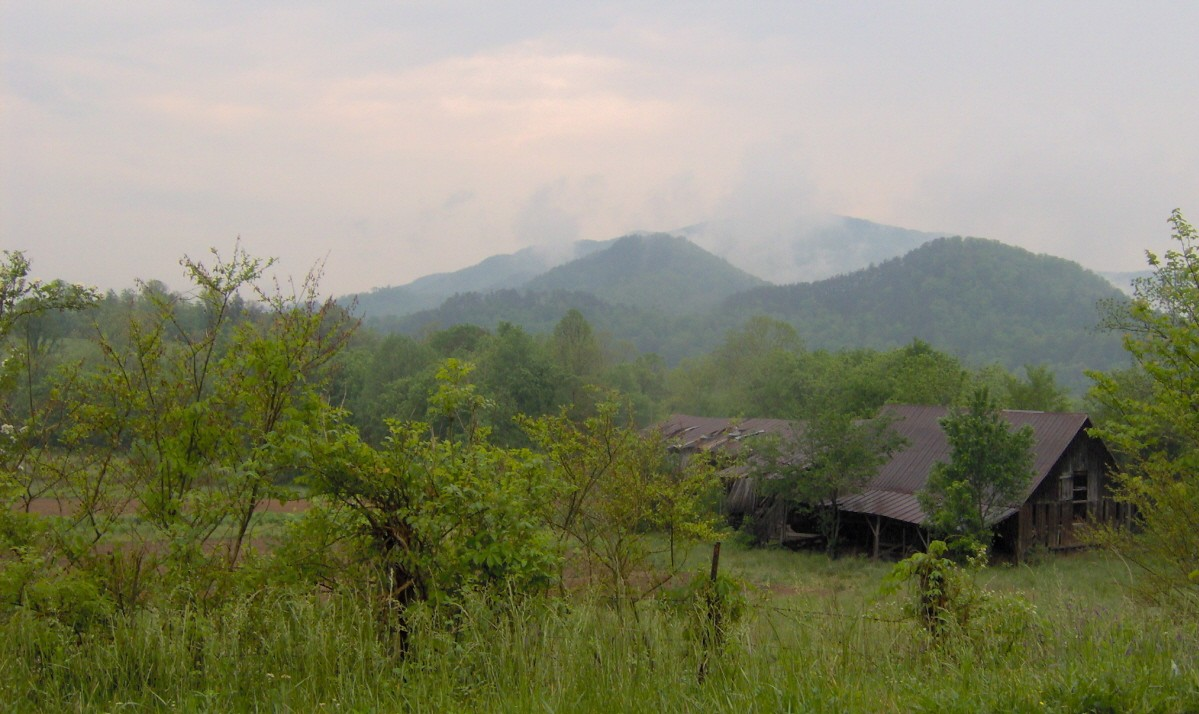
Das einfache Leben in Tennessee inspirierte Cyrus zu diesem Lied.

Cyrus las das erste Mal das Drehbuch für Hannah Montana – Der Film, als er Anfang 2008 in Malibu war. Die Handlung des Films besteht darin, dass die Stewarts Hollywood für einen Sommer verlassen und nach Tennessee, ihrem Heimatstaat, zurückkehren, um sich wieder mit ihren südlichen Wurzeln zu verbinden. Da er in Kentucky aufgewachsen ist, war Cyrus begeistert, als er erfuhr, dass der Film auf dem Lande spielen würde, und kämpfte dafür, dass er vor Ort gedreht werden konnte. „Sie wollten den Film in einem anderen Bundesstaat drehen, aber ich wusste, dass Tennessee all die Einrichtungen, die Arbeitskraft und die Fähigkeit hat, diesen Film großartig zu machen“, so Cyrus. Außerdem war Cyrus der Meinung, dass „Miley und [er] im wirklichen Leben nach Hause zurückkehren mussten“ und sagte: „Es war wichtig für uns, dorthin zurückzukehren, wo wir herkommen und uns daran zu erinnern, wer wir sind.“ Nachdem die Dreharbeiten in Tennessee abgeschlossen waren, überkam Cyrus „ein sehr positives Gefühl der Heimkehr“ und er schrieb mit Hilfe der Songwriter Tamara Dunn und Matthew Wilder Back to Tennessee.
Cyrus nahm Back to Tennessee für Hannah Montana – Der Film auf, in dem seine Figur den Song bei einer Spendenaktion vorträgt, um die Wiesen in der Nähe seiner Heimatstadt vor der Bebauung zu retten. Cyrus sagt, der Song sei „ein Eckpfeiler“ des Films, weil er das Thema des Films widerspiegelt: die Flucht aus der schnelllebigen, glitzernden Welt Hollywoods auf der Suche nach einem einfacheren Landleben.

## Komposition
Cyrus sagte über den Text: „Wenn ihr euch “Back to Tennessee„ herunterladet und euch den ganzen Song anhört, werdet ihr genau hören, wie ich mich nach vier Jahren Hannah Montana gefühlt habe, als ich in Los Angeles lebte und mein bisheriges Leben und meine Existenz aufgab und wer ich bin und woher ich komme. Du wirst einen Typen hören, der in die Musik eingetaucht ist, und meine Liebe und meinen Wunsch und mein Bedürfnis, nach Hause zurückzukehren.“ Jon Caramanica von der New York Times interpretierte den Song als eine Entschuldigung „sowohl an [Cyrus’] jugendliches Selbst als auch an die Tochter unter seinen Fittichen“. Sowohl Caramanica als auch Alison Stewart von der Washington Post interessierten sich für die Zeilen „Great big town/So full of users“. Caramanica sagte, die Zeile erkenne an, dass „Ruhm illusorisch ist“ und „über einige der berühmten Freunde seiner Tochter spricht“, während Stewart die Zeile als eine Beschreibung des Hollywood-Lebens im Allgemeinen interpretierte.

## Rezeption
Der Song wurde von den Kritikern allgemein positiv bewertet. Shelly Fabian von About.com sagte: "Diese Single hat eine besondere Qualität, die den Leuten helfen könnte, über 'diesen einen Song' aus Billy Ray Cyrus’ Vergangenheit hinwegzukommen und zu erkennen, dass so viel mehr in diesem Mann steckt als etwas, das zwei Jahrzehnte zurückliegt. Yahoo! Music war der Meinung, der Song folge der Botschaft von Back to Tennessee "zu wörtlich". Der Song stand auf der Auswahlliste für den besten Originalsong bei den 82. Academy Awards, scheiterte jedoch an einer Nominierung.

## Chartplatzierungen
In den Vereinigten Staaten erreichte Back to Tennessee nicht die Billboard Hot 100, die wichtigsten Single-Charts des Landes, sondern stieg in die Country-Genre-Charts ein. In der Woche bis zum 7. März 2009 erreichte Back to Tennessee den 59. Platz der Billboard Hot Country Songs. The Climb von Cyrus’ Tochter Miley Cyrus landete in der gleichen Woche auf Platz 48. Es war das erste Mal, dass ein Vater und eine Tochter mit getrennten Liedern in den Charts vertreten waren, seit Johnny Cash und Rosanne Cash 1990 mit Silver Stallion bzw. One Step over the Line in den Charts waren. In der Woche, die am 25. April 2009 endete, erreichte der Song seinen Höchststand auf Platz 47 in den Charts.

## Musikvideo
Das Musikvideo zu Back to Tennessee wurde von Declan Whitebloom gedreht und am 12. März 2009 auf CMT uraufgeführt. Es wurde teilweise in Malibu, Kalifornien, gedreht, wo Cyrus den Song geschrieben hat. Wie der Song steht auch das Video für Cyrus’ Wunsch, nach Hause zurückzukehren.
Cyrus’ „kleiner blauer Truck“ ist ein blauer Ford Ranger von 1990, den er im Film fuhr und der für das Video nach Kalifornien transportiert wurde. In dem Video sind vor allem Ausschnitte aus Hannah Montana – Der Film, insbesondere die Szene, in der Cyrus Back to Tennessee singt. Zu Cyrus’ Begleitband bei diesem Auftritt gehören ein Teil der Band von Taylor Swift, Bucky Covington, und Marcel.